# Пак Чон У
Пак Чон У  (кор. 박종우, 朴鍾佑, 10 березня 1989, Соннам) — південнокорейський футболіст, олімпійський медаліст.

## Виступи на Олімпіадах
| Олімпіада   | Дисципліна | Місце |
| ----------- | ---------- | ----- |
| Лондон 2012 | футбол     | 3     |

## Інші досягнення
- Чемпіон ОАЕ (1):

«Аль-Джазіра»: 2016-17
- Володар Кубка Президента ОАЕ (1):

«Аль-Джазіра»: 2015-16